# Шъдзин
Шъ-дзин или Книга на песните е старинен паметник на китайската литература, това е най-ранният сборник с китайска поезия и песни.
Шъдзин е уникален източник на информация за езика и традициите в различните региони на Древен Китай. В нея се съдържат 305 песни и стихотворения на трудови, битови, исторически, обредни и лирически теми от 10 до 7 век пр.н.е. Много от тях отразяват мъките и тежкия труд на селяните. През 5 век пр.н.е. Конфуций прави подбор и ги редактира. Книгата е част от петте класически произведения в конфуцианството.
Книгата е обособена в 4 дяла:
- „Обичаи на царствата“;
- „Големи оди“;
- „Малки оди“;
- „Химни“.